# Argentinië op de Olympische Winterspelen 1960
Tijdens de Olympische Winterspelen van 1960 die in Squaw Valley werden gehouden nam Argentinië deel met zes sporters. Er werden geen medailles veroverd, de 16e plaats van Osvaldo Ancinas op de slalom was de beste prestatie van de Argentijnse atleten tijdens deze Winterspelen.

## Prestaties van alle deelnemers

### Alpineskiën
Afdaling mannen
| naam               | prestatie | tijd   | verschill met de winnaar |
| ------------------ | --------- | ------ | ------------------------ |
| Osvaldo Ancinas    | 45e       | 2.28,4 | 22,4                     |
| Clemente Tellechea | 60e       | 3.20,2 | 1.14,2                   |

Reuzenslalom mannen
| naam               | prestatie | tijd   | verschill met de winnaar |
| ------------------ | --------- | ------ | ------------------------ |
| Osvaldo Ancinas    | 32e       | 2.05,1 | 16,8                     |
| Diego Schweizer    | 55e       | 2.28,0 | 29,7                     |
| Clemente Tellechea | DSQ       | -      |                          |

DSQ = gediskwalificeerd
Slalom mannen
| naam               | prestatie | 1e run | 2e run | totaal | verschill met de winnaar |
| ------------------ | --------- | ------ | ------ | ------ | ------------------------ |
| Osvaldo Ancinas    | 16e       | 1.17,5 | 1.06,7 | 2.24,2 | 15,9                     |
| Clemente Tellechea | 32e       | 1.28,7 | 1.26,0 | 2.54,7 | 46,4                     |
| Diego Schweizer    | 38e       | 1.32,2 | 1.34,6 | 3.06,8 | 58,5                     |
| Jorge Eiras        | DSQ       | DSQ    | -      | -      |                          |

DSQ = gediskwalificeerd
Afdaling vrouwen
| naam            | prestatie | tijd   | verschill met de winnaar |
| --------------- | --------- | ------ | ------------------------ |
| Maria Schweizer | 29e       | 1.52,0 | 14,4                     |

Reuzenslalom vrouwen
| naam            | prestatie | tijd   | verschill met de winnaar |
| --------------- | --------- | ------ | ------------------------ |
| Maria Schweizer | 35e       | 1.55,2 | 15,3                     |

Slalom vrouwen
| naam            | prestatie | 1e run | 2e run | totaal | verschill met de winnaar |
| --------------- | --------- | ------ | ------ | ------ | ------------------------ |
| Maria Schweizer | 25e       | 1.05,9 | 1.06,0 | 2.11,9 | 22,3                     |

### Langlaufen
15 km mannen
| naam             | prestatie | 5 km    | 10 km   | eindtijd  | verschill met de winnaar |
| ---------------- | --------- | ------- | ------- | --------- | ------------------------ |
| Francisco Jerman | 53e       | 0:22.36 | 0:47.39 | 1:09.59,3 | 18.07,8                  |

30 km mannen
| naam             | prestatie | 10 km   | 20 km   | eindtijd  | verschill met de winnaar |
| ---------------- | --------- | ------- | ------- | --------- | ------------------------ |
| Francisco Jerman | 44e       | 0:49.03 | 1:40.05 | 2:33.27,4 | 42.17,5                  |

Argentinië · Australië · Bulgarije · Canada · Chili · Denemarken · Duits eenheidsteam · Finland · Frankrijk · Groot-Brittannië · Hongarije · IJsland · Italië · Japan · Libanon · Liechtenstein · Nederland · Nieuw-Zeeland · Noorwegen · Oostenrijk · Polen · Sovjet-Unie · Spanje · Tsjecho-Slowakije · Turkije · Verenigde Staten · Zuid-Afrika · Zuid-Korea · Zweden · Zwitserland